# Martragny
Martragny é uma ex-comuna francesa na região administrativa da Normandia, no departamento de Calvados. Estendeu-se por uma área de 3,69 km². Em 2010 a comuna tinha 1 170 habitantes (densidade: 317,1 hab./km²).
Em 1 de janeiro de 2017 foi fundida com as comunas de Coulombs, Cully e Rucqueville para a criação da nova comuna de Moulins en Bessin.